# Legio II Parthica
La Legio II Parthica (Segunda legión «de Partia») fue una legión romana, creada por el emperador Septimio Severo el año 197, para su campaña contra el imperio Parto. Se tienen noticias de su actividad hasta mediados del siglo IV. Los símbolos de esta legión fueron el centauro y el toro. 

## La creación de la unidad y los Severos
La II Parthica formaba parte del ejército organizado para las campañas de Septimio Severo en la frontera oriental, junto con la I Parthica y la III Parthica. Esta campaña fue un gran éxito y el ejército incluso capturó la capital Ctesifonte. 
Tras esta campaña oriental la legión volvió a Italia y fue acuartelada cerca de Roma, en Castra Albana (Albano Laziale, Italia), para servir de contrapeso al excesivo poder que habían alcanzado las unidades de la guarnición de Roma, ante todo la Guardia Pretoriana, especialmente con los asesinatos de Cómodo, Pertinax y Didio Juliano en 192-193. Como no se encontraba en una provincia, actuaba como fuerza de refuerzo allá donde se la necesitara.
Así, la legión sirvió en las campañas de Britania de 208-211 a las órdenes directas de Septimio Severo. Con Caracalla luchó contra la tribu germana de los Alamanes en 213. En 217 estaba en la frontera oriental al mando de Macrino, responsable del asesinato de Caracalla. Al año siguiente, mientras estaba acuartelada en Apamea (Siria), decidió apoyar a Heliogábalo y derrocó a Macrino en la batalla de Antioquía. El nuevo emperador le concedió el apodo de Pia Fidelis Felix Aeterna (por siempre fiel, leal y afortunada). 
En 231 la legión luchó con Alejandro Severo contra el Imperio sasánida y después fue destinada a Mogontiacum (actual Maguncia), donde fue asesinado Alejandro Severo.

## La crisis del siglo III
En las luchas siguientes por el poder, la II Parthica apoyó a Maximino el Tracio. El senado en Roma, proclamó emperador a Gordiano III, entonces Maximino se desplazó hacia Roma con unas cuántas legiones, entre las cueles se contaba la II Parthica. En este punto, el papel político de las legiones quedó de manifiesto, puesto que la II Parthica, valorando las posibilidades de su mando y las alternativas, decidió que apoyar Maximíno no era una buena opción y cambió de bando, Maximino fue asesinado dejando el terreno limpio a Gordiano III.

## SiglosIVyV
A comienzos del siglo IV la legión se encontraba en la frontera del Tigris. En el año 360 el rey Sapor II de Persia atacó y conquistó la ciudad romana de Bezabde (actual Cizre, en Turquía), defendida por la II Partica, la II Armeniaca y la II Flavia Virtutis, pero no se sabe exactamente qué pasó con las legiones derrotadas. 
Según la Notitia Dignitatum hacia el año 400 la II Parthica se encontraba en Cepha (Turquía), bajo el mando del Dux Mesopotamiae.